# Вільям Ґранвілл, 3-й граф Бат

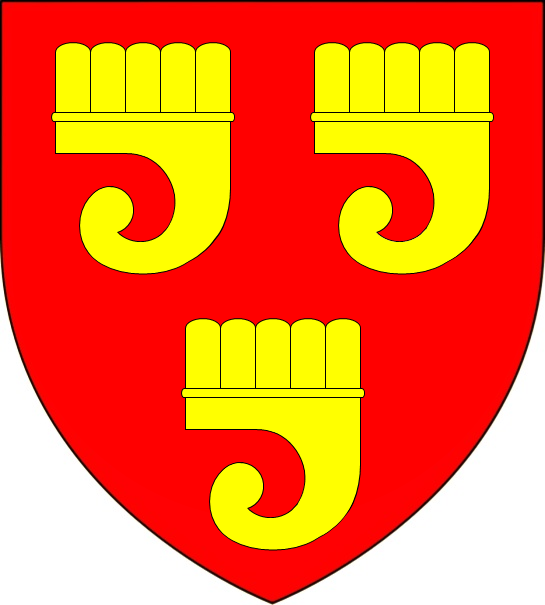
Герб Ґранвіля, графів Бата: ґулі, три кларіони або

Вільям Генрі Ґранвілл, 3-й граф Бат (30 січня 1692 — 17 травня 1711) — англійський дворянин.

## Походження
Він був єдиним сином Чарльза Ґранвілла, 2-го графа Бата, від його другої дружини Ізабелли де Нассау д'Оверкерк, сестри Генрі де Нассау д'Оверкерк, 1-го графа Ґрантама .

## Кар'єра
Він отримав титул віконта Ленсдауна з серпня по вересень 1701 року, коли отримав титул графа після того, як його батько покінчив життя самогубством, нібито через борги, які він успадкував.

## Смерть
Лорд Бат помер від віспи в травні 1711 року у віці 19 років, і з його смертю графство припинило існування.